# Edward Pellew, I visconte di Exmouth
Edward Pellew, I visconte di Exmouth (Dover, 9 aprile 1757 – Teignmouth, 19 luglio 1833), è stato un ammiraglio britannico.
Combatté la guerra d'indipendenza americana, le guerre rivoluzionarie francesi e le guerre napoleoniche. Anche il fratello minore, Israel Pellew, si arruolò nella marina.

## Biografia
Pellew nacque a Dover, secondogenito di Samuel Pellew (1712–1764), comandante di una packet di Dover. La sua famiglia proveniva in origine dalla Normandia, ma da molti secoli si era ormai trasferita in Cornovaglia occidentale. Il nonno di Edward, Humphrey Pellew (1650–1721), era un mercante e proprietario di navi, figlio di un ufficiale della marina, ed abitava nel maniero Flushing nella parrocchia di Mylor. Parte della città di Flushing fu eretta da Samuel Trefusis MP per Penryn, mentre il resto fu costruito da Humphrey Pellew che vi fu seppellito. Possedeva anche altre proprietà ed una piantagione di tabacco nel Maryland. Parte di Annapolis sorge su quello che era, prima della rivolta delle colonie, proprietà dei Pellews. Alla morte del padre di Edward nel 1764, la famiglia si trasferì a Penzance, e Pellew studiò alcuni anni alla Truro Grammar School Si dimostrò un giovane battagliero, che faticava ad obbedire al preside. Partì per mare all'età di 14 anni, ma disertò ben presto a causa dei maltrattamenti subiti da un altro marinaio.

### Inizi della carriera
Nel 1770 Pellew si arruolò nella Royal Navy salendo a bordo della HMS Juno, comandata dal capitano John Stott, salpando per le isole Falkland. Nel 1772 seguì Stott sulla Alarm, con la quale navigò nel mar Mediterraneo per tre anni. Dopo una violenta lite con il capitano, fu fatto sbarcare a Marsiglia dove, incontrando un vecchio amico del padre che comandava una nave, riuscì ad ottenere un passaggio per Lisbona, e da lì a casa. In seguito si imbarcò sulla Blonde che, comandata dal capitano Philemon Pownoll, portò il generale John Burgoyne in America nella primavera del 1776. Ad ottobre Pellew, assieme ad un altro marinaio, Brown, fu distaccato sotto al tenente Dacres per lavorare sulla Carleton nel lago Champlain. Durante la battaglia dell'isola di Valcour dell'11 ottobre, Dacres e Brown furono entrambi feriti, ed il comando passò a Pellew che, dimostrando il proprio valore, liberò il vascello da una posizione molto pericolosa. Come ricompensa fu immediatamente promosso al comando della Carleton. A dicembre Lord Howe gli scrisse, promettendogli un incarico come tenente se avesse raggiunto New York, e nel gennaio seguente Lord Sandwich gli scrisse promettendogli una promozione al ritorno in Inghilterra. Nell'estate del 1777 Pellew, con pochi altri uomini, fu unito all'esercito di Burgoyne e partecipò al combattimento di Saratoga, dove venne ucciso suo fratello minore, John. Edward fu fatto prigioniero con il resto della ciurma. Dopo la resa di Burgoyne a Saratoga fu rimpatriato.
Al ritorno in Inghilterra venne promosso, il 9 gennaio 1778, a tenente della Princess Amelia a Portsmouth. Avrebbe voluto essere assegnato ad una nave che battesse il mare, ma Lord Sandwich considerò il fatto che era obbligato dai termini della resa a Saratoga a non riprendere nessun servizio attivo. Verso la fine dell'anno fu spostato sulla Licorne che, nella primavera del 1779, si diresse verso Terranova facendo ritorno in inverno, quando Pellew passò sulla Apollo del suo vecchio capitano, Pownoll. Il 15 giugno 1780 la Apollo si incrociò con una grande nave corsara francese, la Stanislaus, al largo di Ostenda. Pownoll fu ucciso da un colpo di moschetto, ma Pellew, continuando l'azione, disalberò la Stanislaus obbligandola ad arenarsi, dove era protetta dalla neutralità della costa. Il 18 Lord Sandwich gli scrisse: "Non voglio perdere tempo nell'informarti che ho intenzione di promuoverti come ricompensa per il valore dimostrato e per la condotta da comandante", e il 1º luglio fu messo al comando della sloop Hazard, impiegata per i successivi sei mesi sulla costa orientale scozzese, prima di essere dismessa. Nel marzo del 1782 Pellew fu spostato sulla Pelican, una piccolissima nave francese. Il 28 aprile, mentre costeggiava la Bretagna, affrontò e spinse a riva tre navi corsare. Come ricompensa fu promosso il 25 maggio, e dieci giorni dopo fu nominato al comando temporaneo della Artois, con la quale il 1º luglio catturò una grande fregata corsara.
Tra il 1786 ed il 1789 comandò la fregata Winchelsea a Terranova, facendo ritorno a casa ogni inverno passando per Cadice e Lisbona. Dopo comandò la Salisbury nella stessa zona, come capitano del vice-ammiraglio Milbanke. Nel 1791 fu messo a mezza paga, ed arrotondò lo stipendio facendo il fattore nella fattoria Treverry nei pressi di Helston, una proprietà del fratello che era alto funzionario della dogana di Flushing. Gli fu offerto il comando di una nave russa, ma rifiutò l'offerta. Stava ancora cercando di superare le difficoltà della fattoria quando il governo rivoluzionario francese dichiarò guerra alla Gran Bretagna il 1º febbraio 1793. Chiese subito di essere imbarcato, e fu messo a capo della Nymphe, una fregata con 36 cannoni che fu allestita in un tempo incredibilmente breve. Dopo aver cercato un equipaggio, non senza difficoltà, aveva reclutato circa ottanta minatori della Cornovaglia che furono imbarcati a Spithead. Con un'altra dozzina di marinai, oltre agli ufficiali (obbligati anche loro a fare il lavoro sporco), prese il mare e, forzato dalle navi mercantili che navigavano La Manica, riuscì a salpare con a bordo pochi marinai esperti. Il 18 giugno la Nymphe salpò da Falmouth quando si seppe che due fregate francesi erano state viste nella Manica. Durante gli scontri del 18 giugno 1793 la Nymphe finì sotto il fuoco della Cléopâtre, anch'essa armata con 36 cannoni, comandata dal capitano Mullon, uno dei pochi ufficiali dell'ancien régime tuttora al servizio della marina francese. Dopo uno scontro breve ma violento, un albero ed il timone della Cléopâtre furono colpiti e la nave, ormai ingovernabile, cadde in mano alla Nymphe, fu abbordata e catturata dopo un aspro combattimento. Mullon fu ferito mortalmente, e morì nel tentativo di ingoiare i propri ordini che, durante l'agonia, aveva scambiato per il codice dei messaggi criptati. Il codice finì quindi interamente in mano a Pellew, e fu mandato all'Ammiragliato. La Cléopâtre, la prima fregata catturata durante la guerra, fu portata a Portsmouth, ed il 29 giugno Pellew fu presentato al re dal conte di Chatham, e fu nominato cavaliere.

### Servizio nella guerra rivoluzionaria francese

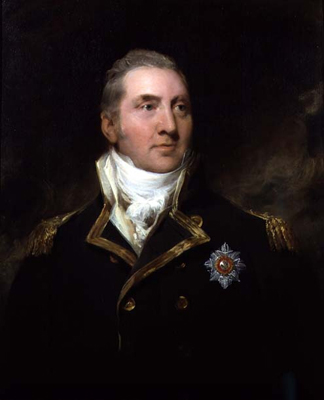
Edward Pellew in uniforme

Nel 1794 era commodoro dello Squadrone delle fregate occidentali. Nel 1795 assunse il comando della HMS Indefatigable, la nave con cui è più legato. Lo squadrone comprendeva anche le fregate Argo, Concord, Révolutionnaire e HMS Amazon.
Era un ottimo nuotatore, ed è famoso per aver salvato la vita di numerosi marinai caduti fuori bordo. Il salvataggio più notevole avvenne il 26 gennaio 1796, quando la East Indiaman Dutton, che trasportava oltre 400 militari oltre a donne e bambini, si arenò presso Plymouth Hoe. A causa del nave burrascoso, ciurma e militari non furono in grado di sbarcare. Pellew nuotò fino al relitto con una fune e l'aiuto di un giovane irlandese, Jeremiah Coghlan, permettendo di creare una linea di salvataggio che salvò tutte le persone a bordo: per questo motivo, il 18 marzo 1796, fu nominato baronetto.
Il 13 aprile 1796, al largo della costa irlandese, il suo squadrone catturò la fregata francese Unité, e nove giorni dopo la Virginie.
La sua azione più famosa è l'azione del 13 gennaio 1797 quando, navigando assieme alla HMS Amazon, i britannici avvistarono il vascello francese a 74 cannoni Droits de l'Homme. Solitamente un vascello avrebbe dovuto sconfiggere due fregate ma, a causa della capacità di manovra nel mare burrascoso, le fregate non subirono la potenza di fuoco francese. Al mattino presto del 14 gennaio le tre navi si trovarono su una costa sottovento della baia di Audierne. Droits de l'Homme e Amazon si arenarono, ma la Indefatigable riuscì a riguadagnare il mare aperto.
Pellew fu anche responsabile di aver imbarcato a forza il talentuoso violinista e compositore di colore Joseph Antonio Emidy, che aveva suonato nell'orchestra dell'Opera di Lisbona.

### Ammiragliato e titolo nobiliare

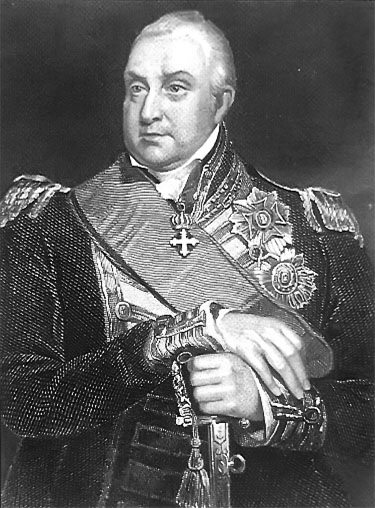
Edward Pellew, Lord Exmouth

Pellew fu promosso retroammiraglio nel 1804, e fu nominato Comandante in capo della East Indies Station. Richiese sei mesi il trasferimento a Penang, per cui assunse l'incarico nel 1805. Quando nel 1809 ritornò in madre patria, fu nominato comandante in Capo della Mediterranean Fleet dal 1811 al 1814, e poi di nuovo dal 1815 al 1816.

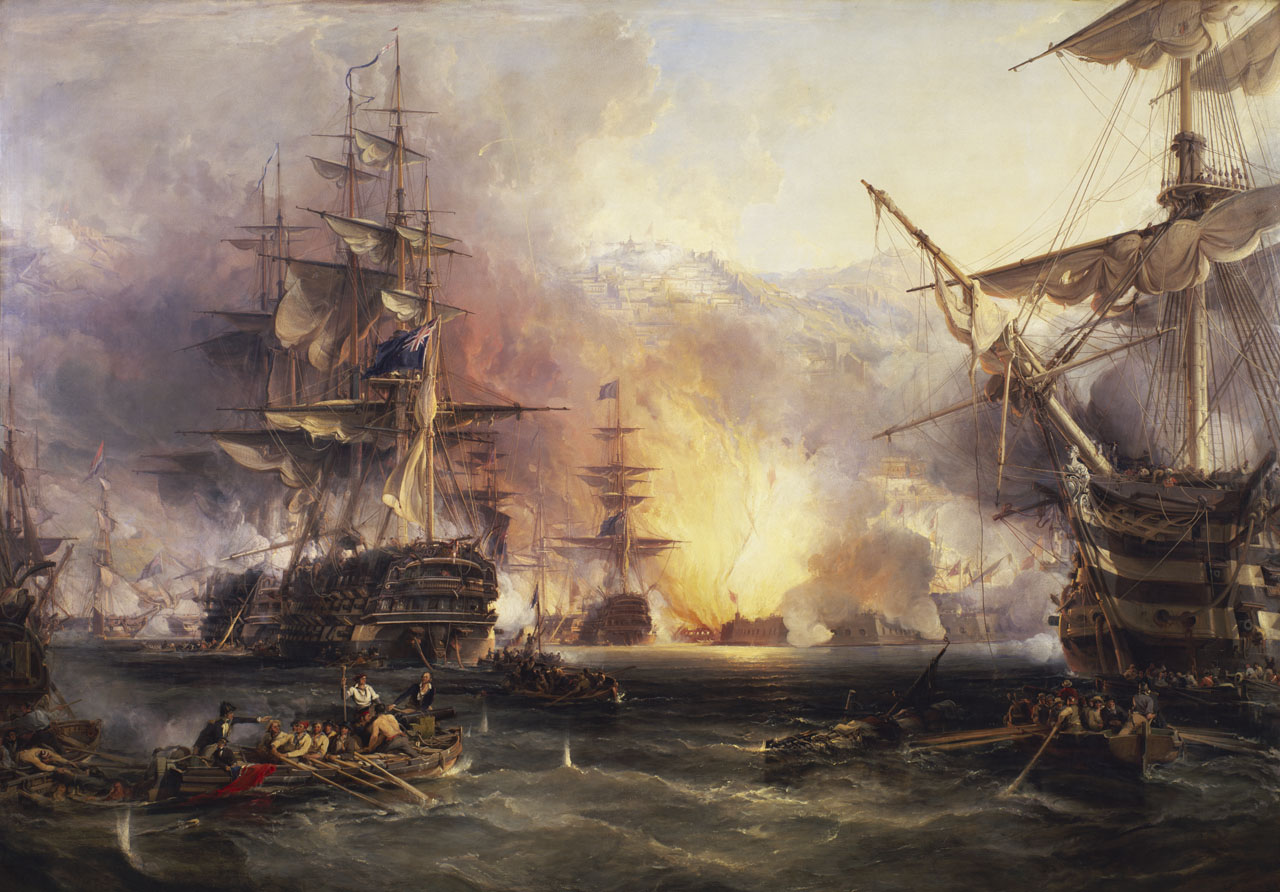
Dipinto del bombardamento di Algeri, opera di George Chambers Sr.

Nel 1814 fu nominato barone di Exmouth di Canonteign. Nel 1816 comandò una flotta anglo-olandese contro gli stati barbareschi, ed uscì vincitore dal bombardamento di Algeri contribuendo alla liberazione dei 1200 schiavi cristiani presenti in città. Per questa vittoria, il 10 dicembre 1816, fu nominato I visconte di Exmouth. Dopo il ritorno in Inghilterra divenne Comandante in capo di Plymouth dal 1817 al 1821, anno in cui si ritirò definitivamente dal servizio attivo. Continuò a partecipare alle sedute della Camera dei lord. Nel 1832 fu nominato viceammiraglio del Regno Unito ed ammiraglio dello Squadrone Rosso della flotta di Sua Maestà, Cavaliere di gran croce dell'Ordine del Bagno, dell'Ordine di Carlo III, dell'Ordine di Guglielmo, del Reale ordine di San Ferdinando e del merito, dell'Ordine dei Santi Maurizio e Lazzaro e cavaliere dell'Ordine dell'Annunciazione.
Nel 1812 acquistò Bitton House a Teignmouth, e vi abitò fino al 1833, quando morì. È sepolto a Christow sul lato orientale di Dartmoor. Il museo di Teignmouth contiene una collezione di oggetti appartenuti a lui.

### Matrimonio e famiglia
Il 28 maggio 1783 Pellew sposò Susannah Frowde. Da lei ebbe quattro figli maschi e due femmine:
- Emma Mary Pellew, nata il 18 gennaio 1785. Sposò il capitano Lawrence Halsted nel 1803.
- Pownoll Bastard Pellew, in seguito II visconte di Exmouth, nato il 1 luglio 1786
- Julia Pellew, nata il 31 maggio 1787
- Fleetwood Broughton Reynolds Pellew, ammiraglio e cavaliere, nato il 13 dicembre 1789
- George Pellew, decano di Norwich, nato il 3 aprile 1793
- Edward William Pellew, ministro, nato il 3 novembre 1799

## Retaggio geografico
L'arcipelago Sir Edward Pellew, situato nel golfo di Carpentaria, ricevette il suo nome da Matthew Flinders che lo visitò nel 1802. Tra gli altri luoghi australiani cui diede il nome ci sono Cape Pellew (vicino all'arcipelago) e Exmouth Gulf. Anche Pellew Island, in Giamaica, prende il nome da Edward Pellew. Si dice che anche lo stato di Palau (in precedenza noto come isole Pellew o Pelew), nelle Filippine orientali, abbia preso da lui il nome. Il nome però gli fu dato dal capitano Henry Wilson nel 1783, molto prima che Pellew diventasse famoso. Sembra che si tratti di un'anglicizzazione del termine indigeno Belau.

## Apparizioni in opere di fantasia
Pellew viene rappresentato come capitano della Indefatigable in alcuni romanzi incentrati sul personaggio di Horatio Hornblower, raccontato da Cecil Scott Forester. Nell'adattamento televisivo è interpretato da Robert Lindsay, ed è uno dei protagonisti. Appare come cadetto nel romanzo Jack Absolute di Chris Humphreys. Pellew è il nome di un personaggio secondario in numerosi romanzi della serie di Caccia notturna, di Patrick O'Brian, tra cui Il rovescio della medaglia e Missione sul Baltico, ma viene solo citato in Caccia notturna e I cento giorni. Come capitano ha un piccolo ruolo all'interno della rivoluzione americana in Rabble in Arms, romanzo storico di Kenneth Roberts.